# 中美洲唱片認證
中美洲唱片認證（西班牙語：Certificación Fonográfica Centroamericana，縮寫為：CFC），是於2021年成立的中美洲音樂協會，負責哥斯达黎加、萨尔瓦多、危地马拉、巴拿马、洪都拉斯、尼加拉瓜等地唱片認證。

## 外部連結
- 官方网站